# Wild Wild West
Wild Wild West er en amerikansk science fiction actionkomediefilm i westernstil fra 1999 instrueret og produceret af Barry Sonnenfeld. Filmen har Will Smith og Kevin Kline i hovedrollerne som det umage makkerpar, der skal redde USA.

## Filmens modtagelse
Wild Wild West blev generelt negativt modtaget med en 17% rating på Rotten Tomatoes.
Filmen var i et vist omfang baseret på samme tema som de foregående Will Smith film Men in Black og Men in Black II, men levede ikke op til forventningerne om en massiv kommerciel succes. Filmens budget var 170 mio. $ og filmen indspillede 222 mio. $.
Ved den 20. uddeling af den satiriske filmpris Golden Raspberry Awards for filmåret 1999 blev Wild Wild West tildelt prisen om "Værste film" og "Værste Manuskript". Instruktøren Barry Sonnenfeld fik prisen som "Værste Instruktør" og Will Smith og Kevin Kline modtog prisen som "Værste Filmpar". Filmens temasang "Wild Wild West" skrevet af bl.a. Will Smith (baseret på en sampling af Stevie Wonders "I Wish" fra 1976) fik ved prisuddeleingen prisen som "Værste filmsang".

## Medvirkende
- Will Smith
- Kevin Kline
- Kenneth Branagh
- Salma Hayek
- M. Emmet Walsh
- Ted Levine
- Musetta Vander
- Bai Ling

## Ekstern henvisning
- Wild Wild West på Internet Movie Database (engelsk)
- Wild Wild West på Filmdatabasen
- Wild Wild West på Scope
- Wild Wild West i Svensk Filmdatabas (svensk)
- Wild Wild West på AlloCiné (fransk)
- Wild Wild West på MovieMeter (nederlandsk)
- Wild Wild West på AllMovie (engelsk)
- Wild Wild West på Turner Classic Movies (engelsk)
- Wild Wild West på The Movie Database (engelsk)
- Wild Wild West på Rotten Tomatoes (engelsk)